# Reculfoz
Reculfoz is een gemeente in het Franse departement Doubs (regio Bourgogne-Franche-Comté) en telt 53 inwoners (2009). De plaats maakt deel uit van het arrondissement Pontarlier.

## Geografie
De oppervlakte van Reculfoz bedraagt 2,5 km², de bevolkingsdichtheid is dus 21,2 inwoners per km².
De onderstaande kaart toont de ligging van Reculfoz met de belangrijkste infrastructuur en aangrenzende gemeenten.

## Demografie
Onderstaande figuur toont het verloop van het inwonertal (bron: INSEE-tellingen).